# Cytora aranea
Cytora aranea är en snäckart som först beskrevs av Powell 1928.  Cytora aranea ingår i släktet Cytora och familjen Pupinidae. Inga underarter finns listade i Catalogue of Life.